# Tinaminyssus
Tinaminyssus es un género de ácaros perteneciente a la familia Rhinonyssidae.

## Especies
Tinaminyssus Strandtmann & Wharton, 1958
- Tinaminyssus aprosmicti (Domrow, 1964)
- Tinaminyssus belopolskii (Bregetova, 1950)
- Tinaminyssus columbae (Crossley, 1950)
- Tinaminyssus daceloae (Domrow, 1965)
- Tinaminyssus geopeliae (Fain, 1964)
- Tinaminyssus halcyonus (Domrow, 1965)
- Tinaminyssus hirtus (Wilson, 1966)
- Tinaminyssus ixoreus (Strandtmann & Clifford, 1962)
- Tinaminyssus kakatuae (Domrow, 1964)
- Tinaminyssus macropygiae (Wilson, 1966)
- Tinaminyssus megaloprepiae Domrow, 1969
- Tinaminyssus melloi (Castro, 1948)
- Tinaminyssus myristicivorae Domrow, 1969
- Tinaminyssus ocyphabus (Domrow, 1965)
- Tinaminyssus phabus (Domrow, 1965)
- Tinaminyssus tanysipterae (Wilson, 1966)
- Tinaminyssus trappi (Pereira & Castro, 1949)
- Tinaminyssus trichoglossi (Domrow, 1964)
- Tinaminyssus welchi Domrow, 1969